# یوریکو کوتانی
یوریکو کوتانی کمدین، مجری و طنزپرداز ژاپنی مقیم انگلستان است. او برنده جایزه کمدی جدید رادیو بی‌بی‌سی در سال ۲۰۱۵ شد. کوتانی اولین کمدین ژاپنی است که این جایزه را کسب کرده‌است. او اولین اجرای انفرادی خود، سوموسومو را در جشنواره ادینبرو فرینج ۲۰۱۹ اجرا کرد. کمدی کوتانی تفاوت‌های فرهنگی بین انگلستان و زادگاهش ژاپن را به تمسخر می‌گیرد.

## ابتدای زندگی و حرفه
کوتانی اصالتاً اهل استان آیچی است. او در سال ۲۰۰۵ وقتی ۲۴ ساله بود، به همراه دوست پسر وقتش که خارج از کشور تحصیل می‌کرد به انگلستان مهاجرت کرد. او با کمدی بریتانیایی آشنا و عاشق آن شد. او اجراهای استندآپ خود را در سال ۲۰۱۴ آغاز کرد

## پیشرفت
در سال ۲۰۱۵، کوتانی برای کمدی خود نامزد جایزه‌های متعددی شد. کوتانی در نوامبر ۲۰۱۵ برنده جایزه کمدی جدید رادیو بی‌بی‌سی در سن ۳۴ سالگی شد
او در سال ۲۰۱۵ توسط مجله تایم اوت به عنوان «کسی که حواستان بهش باشد» لقب گرفت. او در سال ۲۰۱۵ نایب قهرمان مسابقه پس فکر می‌کنی خنده دار هستی؟ برنده جایزه اسکواکر جشنواره کمدی برایتون و مقام سوم مسابقه کمدین جدید در تئاتر میدان لستر شد و در سال ۲۰۱۶ نامزد جایزه کمدین سال لستر مرکوری شد.
با کوتانی در رادیو بی‌بی‌سی فور اکسترا مصاحبه شده‌است.او چندین بار در تلویزیون بریتانیا حضور داشته‌است.
در مارس سال ۲۰۱۷، کوتانی اولین بازیگری خود را در برنامه کمدی شبکه بی‌بی‌سی سه، لطفاً لایک کنید در نقش نوزومی هاتاه انجام داد.
در ژانویه سال ۲۰۱۸، کوتانی در نمایش پانل سگ تکالیفم را خورد شبکه سی بی‌بی‌سی حضور یافت. در سال ۲۰۲۰، کوتانی در یک قسمت از پل هالیوود ژاپن را می‌خورد در کانال ۴ ظاهر شد.